# Liste der denkmalgeschützten Objekte in Číhaň
Grundlage dieser Liste der denkmalgeschützten Objekte in Číhaň ist die ÚSKP-Liste (Ústřední seznam kulturních památek České republiky, deutsch Zentrale Liste der Kulturdenkmäler der Tschechischen Republik), die von der tschechischen Denkmalschutzbehörde NPÚ (Národní památkový ústav, deutsch Nationale Denkmalbehörde) seit 1987 geführt wird und an die seit dem Jahr 1850 geschaffenen Listen anschließt.

## Denkmalgeschützte Objekte nach Ortsteilen

### Plánička (Číhaň)
| Lage                                     | Objekt                              | Beschreibung | ÚSKP-Nr.            | Bild           |
| ---------------------------------------- | ----------------------------------- | --- | ------------------- | -------------- |
| Plánička (Číhaň), Plánička 14 (Standort) | Wassermühle mit beweglichem Zubehör | Kleine Mühle. Bei dem Objekt von der Größe eines normalen Ferienhauses handelt es sich um eine interessante Kombination von Betriebs- und Wohnfunktionen. Gepflegtes Gebäude mit nahezu vollständig erhaltener funktionsfähiger Technik aus der Zwischenkriegszeit. | 100264 Info Katalog | weitere Bilder |